# Robert Van Osdel
Robert Logan „Bob” Van Osdel (ur. 1 kwietnia 1910 w Selmie, zm. 6 kwietnia 1987 w West Hollywood) – amerykański lekkoatleta specjalizujący się w skoku wzwyż, uczestnik letnich igrzysk olimpijskich w Los Angeles (1932), srebrny medalista olimpijski w skoku wzwyż. 

## Kariera sportowa
Podczas finału olimpijskiego doradzał swojemu przyjacielowi, ale i również konkurentowi, Kanadyjczykowi Duncanowi McNaughtonowi (obaj studiowali na University of Southern California), który zwyciężył w konkursie. Czterej zawodnicy skoczyli wówczas po 1,97 m i trzeba było zarządzić dogrywkę, którą wygrał McNaughton. Gdyby obowiązywały przepisy wprowadzone kilka lat później, dogrywki by nie było, a Van Osdel zdobyłby złoty medal, ponieważ w trakcie konkursu (przed zarządzeniem dogrywki) jako jedyny uzyskał 1,97 m w pierwszej próbie (drugi byłby Cornelius Johnson, który zdobył mistrzostwo olimpijskie 4 lata później w Berlinie, a w Los Angeles zajął po dogrywce 4. miejsce). W 1933 r. skradziono McNaughtonowi jego złoty medal, ale Van Osdel stworzył replikę, używając własnego srebrnego medalu jako formy.

## Sukcesy sportowe
- mistrz Stanów Zjednoczonych w skoku wzwyż – 1932[3]
- mistrz Intercollegiate Association of Amateur Athletes of America w skoku wzwyż – 1932[4]

| Rok  | Miasto      | Zawody               | Konkurencja | Wynik         |
| ---- | ----------- | -------------------- | ----------- | ------------- |
| 1932 | Los Angeles | Igrzyska olimpijskie | skok wzwyż  | srebrny medal |

## Rekordy życiowe
- skok wzwyż – 2,013 – Los Angeles 22/03/1930